# Chaeropus ecaudatus
Il bandicoot dai piedi di porco (Chaeropus ecaudatus Ogilby, 1838) era un piccolo bandicoot dall'alimentazione in gran parte erbivora originario delle pianure aride e semi-aride dell'interno dell'Australia.

## Descrizione
All'incirca delle dimensioni di un gattino, a prima vista ricordava nell'aspetto un bilby, con arti lunghi e snelli, orecchie appuntite e una lunga coda. Esaminandolo più da vicino, tuttavia, risultava chiaro quanto fosse diverso da qualsiasi altro marsupiale. I piedi anteriori avevano due dita funzionali munite di unghie simili a zoccoli, piuttosto simili a quelle di un maiale o di un cervo. Quelli posteriori erano dotati di un quarto dito allargato munito di un robusto unghione dalla forma simile a quello di un minuscolo cavallo, mentre le altre dita erano vestigiali: soltanto il secondo e il terzo, fusi insieme, venivano utilizzati, non per la locomozione, ma per pulirsi il pelo.

## Distribuzione e habitat
Si incontrava in una vasta gamma di habitat: dalle boscaglie erbose e dalle praterie fino alle distese di spinifex.
Il primo esemplare venne catturato nel 1836 dal Maggiore Mitchell nel Victoria settentrionale, nei pressi della confluenza tra i fiumi Murray e Murrumbidgee. Pochi scienziati ebbero l'opportunità di vedere un bandicoot dai piedi di porco in vita e le uniche testimonianze che abbiamo sul suo comportamento - secondo le quali si spostava «galoppando come un ronzino traballante, trascinando apparentemente dietro di sé i quarti posteriori» - sono state contraddette dagli aborigeni dell'Australia centrale, i quali conoscevano molto bene quest'animale; grazie a loro siamo a conoscenza del fatto che questo bandicoot costruiva un nido in terreno scoperto, nel quale dormiva durante il giorno, e che, se disturbato, era in grado di correre a elevate velocità. Si ritiene che si nascondesse dai predatori in tronchi cavi e che scavasse corte tane diritte che terminavano con un nido.
Nella seconda metà del XIX secolo ne vennero catturati solamente pochi esemplari, quasi tutti nel Victoria nord-occidentale, ma anche nelle distese aride dell'Australia Meridionale, dell'Australia Occidentale e del Territorio del Nord. L'ultimo esemplare di cui siamo a conoscenza venne catturato nel 1901. Tuttavia, gli aborigeni sostengono che fosse sopravvissuto per altri 20 anni o poco più in Australia Meridionale e almeno fino agli anni cinquanta nei deserti più remoti dell'Australia Occidentale.

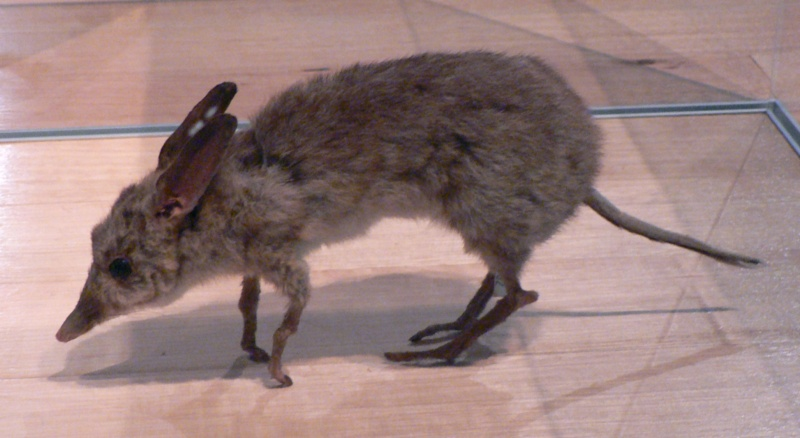
Un esemplare imbalsamato al Museo di Melbourne.

Questa specie sembra essere stata piuttosto comune prima dell'arrivo degli europei sul continente, ma era già divenuta rarissima perfino quando venne descritta per la prima volta, intorno alla metà del XIX secolo. Agli inizi del XX secolo era già scomparsa dal Victoria e dalle regioni fertili dell'Australia Occidentale.

## Biologia
Dalle testimonianze oculari e dalle analisi dei contenuti stomacali, della dentatura e della struttura del tubo digerente degli esemplari conservati nei musei, sembra che il bandicoot dai piedi di porco sia stato il più erbivoro tra tutti i bandicoot: nonostante alcuni esemplari in cattività venissero alimentati con carne e gli aborigeni sostenessero che mangiasse formiche e termiti, il nocciolo della dieta era composto quasi sicuramente da foglie, radici ed erba.

## Tassonomia
In passato questa specie era stata posta da McKenna e Bell (1997) nella famiglia dei Peramelidi, insieme ai bilby, come membro della sottofamiglia dei Cheropodini. Tuttavia, la sua morfologia è piuttosto differente da quella dei veri bandicoot e dei bilby e recenti analisi molecolari supportano questa distinzione. Si ritiene che costituisca un sister group del resto dei Peramelemorfi ed è stato assegnato alla famiglia dei Cheropodidi (Chaeropodidae), della quale costituisce l'unico membro.

## Estinzione
Le cause dell'estinzione rimangono incerte: nessuna delle due specie introdotte più distruttrici, la volpe e il coniglio, aveva raggiunto il sud-ovest dell'Australia Occidentale quando il bandicoot dai piedi di porco scomparve da quell'area. I gatti rinselvatichiti erano già piuttosto comuni, ma più probabilmente la scomparsa è da attribuirsi a due cambiamenti ambientali. In primo luogo, la fine dopo molte migliaia di anni degli incendi appiccati dagli aborigeni, i quali, essendo limitati ad un mosaico di piccole aree in qualsiasi momento, incoraggiavano la crescita di piante commestibili e riducevano il rischio di grandi incendi devastanti. Ma la popolazione degli aborigeni australiani diminuì del 90% nel corso del XIX secolo, soprattutto a causa delle malattie portate dagli europei, e ai pochi aborigeni rimasti spesso non venne più permesso di portare avanti la gestione della terra e le tecniche di caccia tradizionali. In secondo luogo, dopo lo sterminio degli aborigeni sopraggiunse l'introduzione di moltissime pecore e bovini, i quali apportarono significativi cambiamenti alla struttura del suolo, alla crescita dei vegetali e alla disponibilità di cibo.